# Learjet 70/75
Learjet 70/75 (LJ70/75) — реактивний адміністративний (бізнес-джет) літак виробництва компанії Bombardier Aerospace, створений на базі Learjet 40 і Learjet 45. Іменується також як Bombardier Learjet 70 (Bombardier Learjet 75).

## Історія літака
Літак Learjet 70 і його версія Learjet 75 розроблені компанією Bombardier. Літак належить до класу бізнес-джет і розроблявся в період очікування пожвавлення розвитку ділової авіації. Ці моделі оснащені новою авіонікою, закінцівками крила і потужними двигунами з малою витратою палива.
Планер літака аналогічний планеру моделей Learjet 40 і Learjet 45 з доробками з поліпшення характеристик. Закінцівки крила взяті з проекту літака Bombardier Global 7000.
Сертифікат льотної придатності літак отримав 14 листопада 2013 року.

## Льотно — технічні характеристики

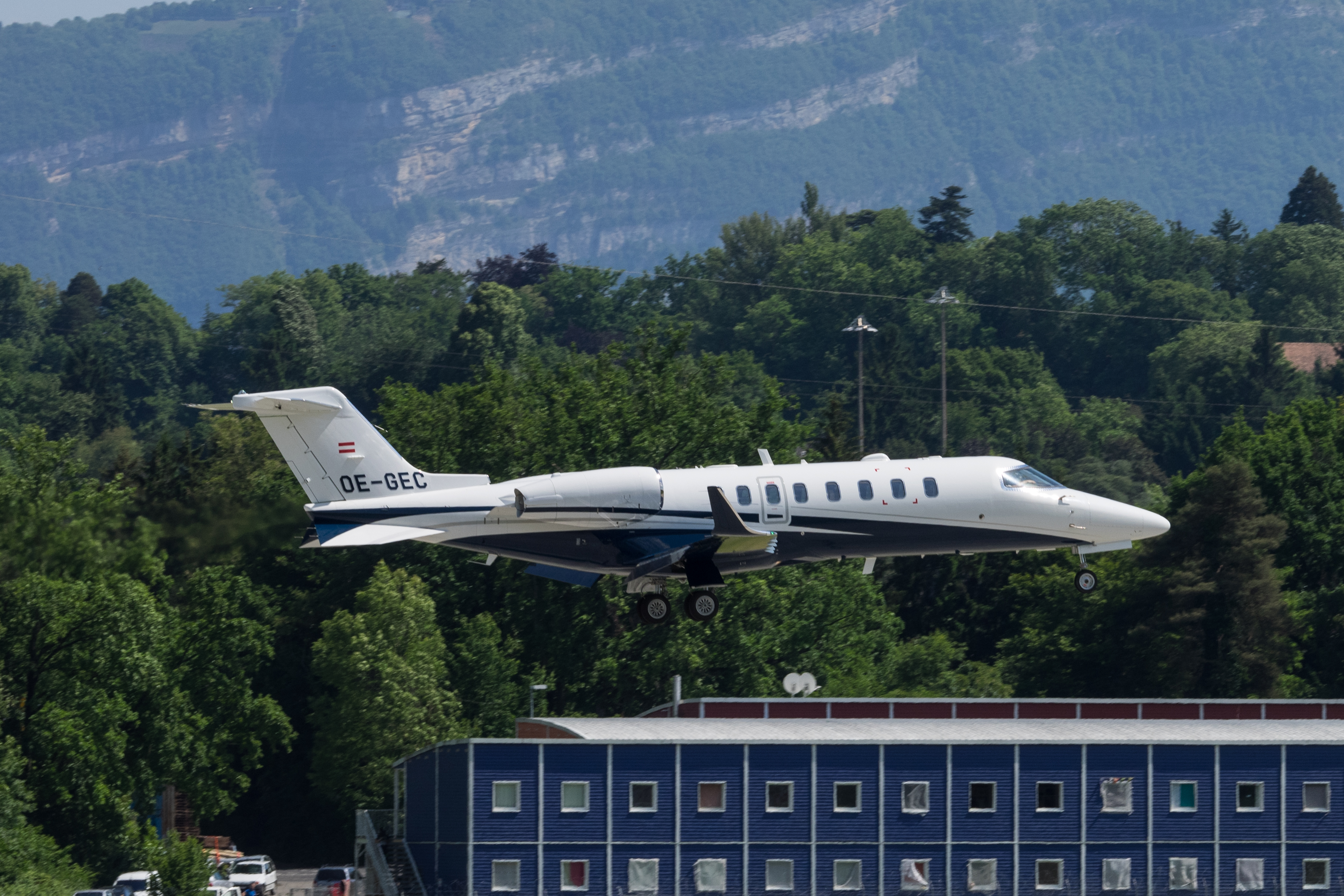
Bombardier LearJet 75 на посадці

Специфікація вказана для літака LearJet 70, в дужках — LearJet 75.
Основні характеристики
- Екіпаж: 2 чоловіки (льотчик і помічник)
- Пасажиромісткість: 6 (8) + пасажирів
- Довжина: 16.93 м
- Висота: 4.31 м
- Розмах крила: 13.96 м

- Площа крила: 28.95 м2
- Маса порожнього: 6221 кг
- Максимальна злітна маса: 9525 кг

Льотні характеристики
- Крейсерська швидкість: 778 км/год (на висоті 13,5 км)
- Практична дальність: 3788 км (4 пасажира)
- Перегінна дальність: 3815

Авіоніка

Garmin G5000, Dual Flight Management System, Touch screen controllers, Synthetic Vison System, 4-in-1 Integrated Electronic Standby Instrument System, Graphical flight planning, Solid state weather radar, Surface Awareness System, Digital Audio System, Datalink capabilities

## Галерея

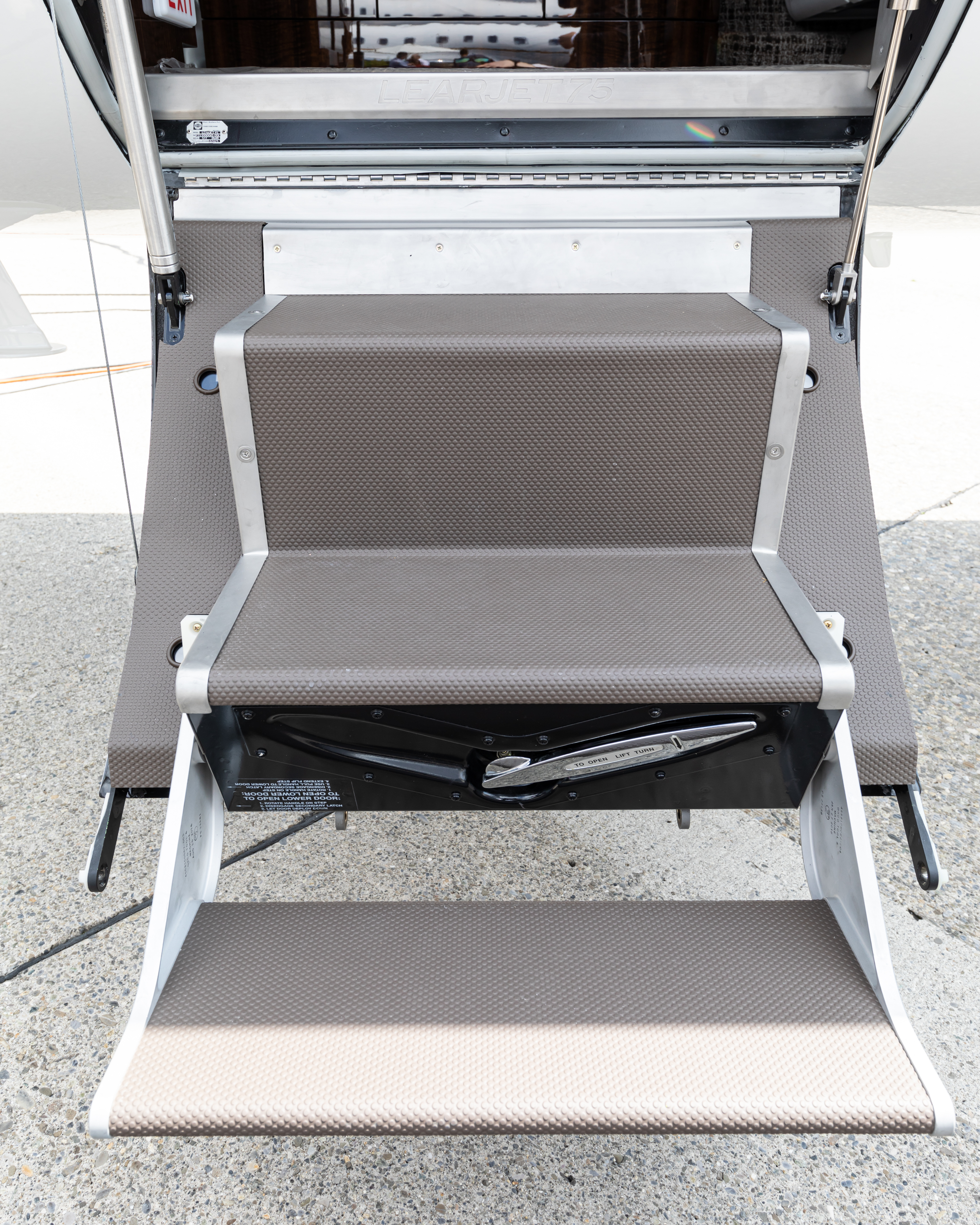
Трап літака
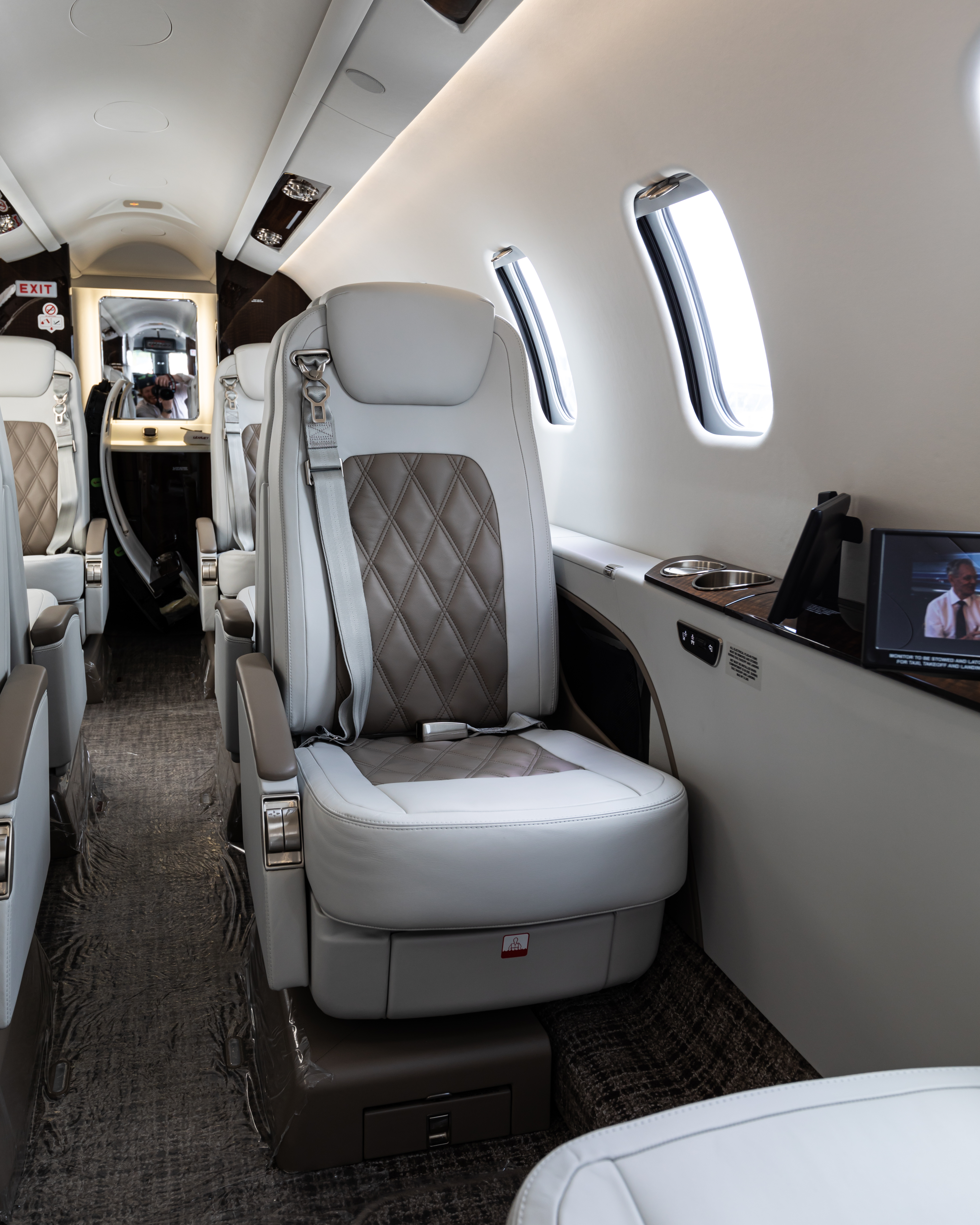
Салон
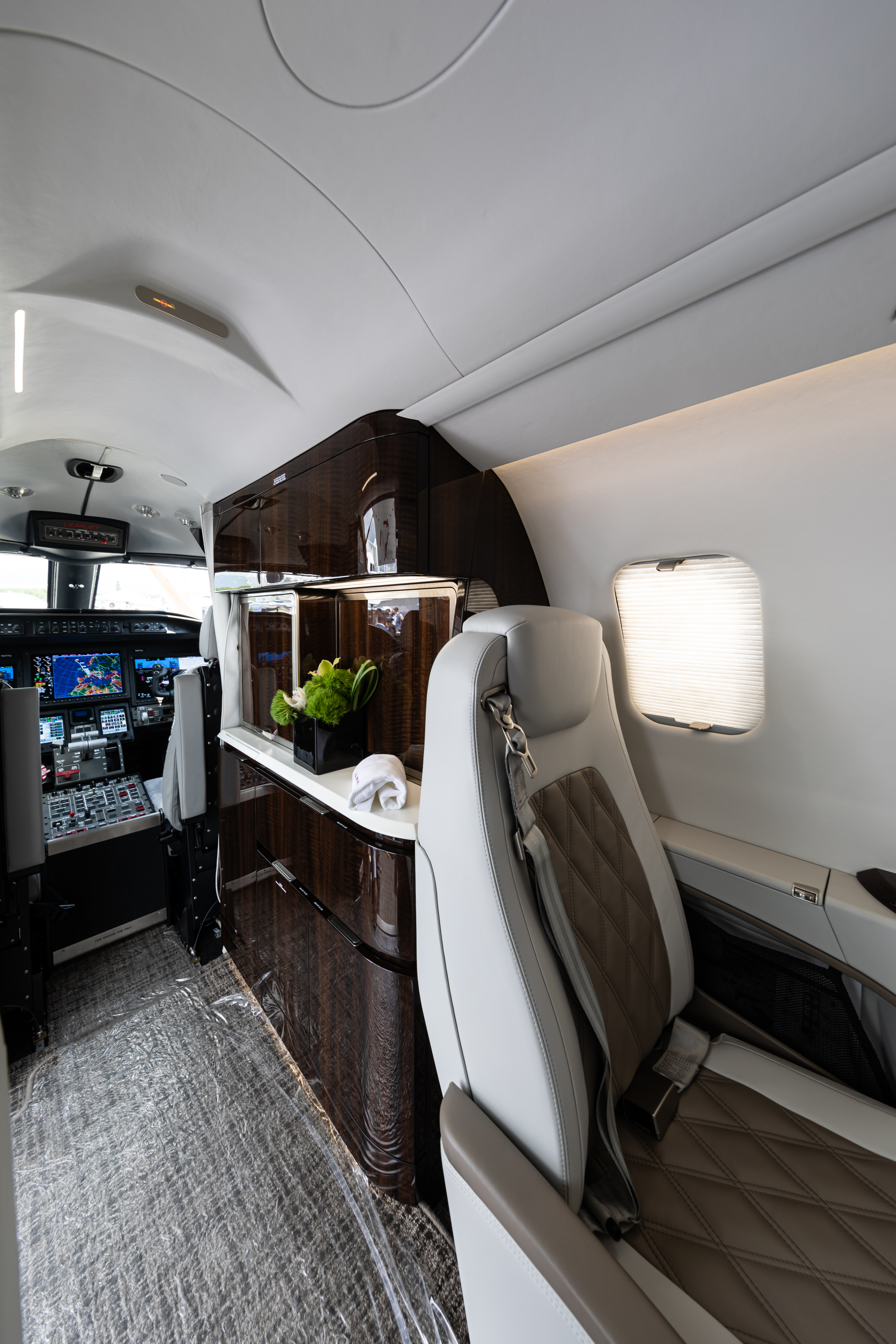
Салон
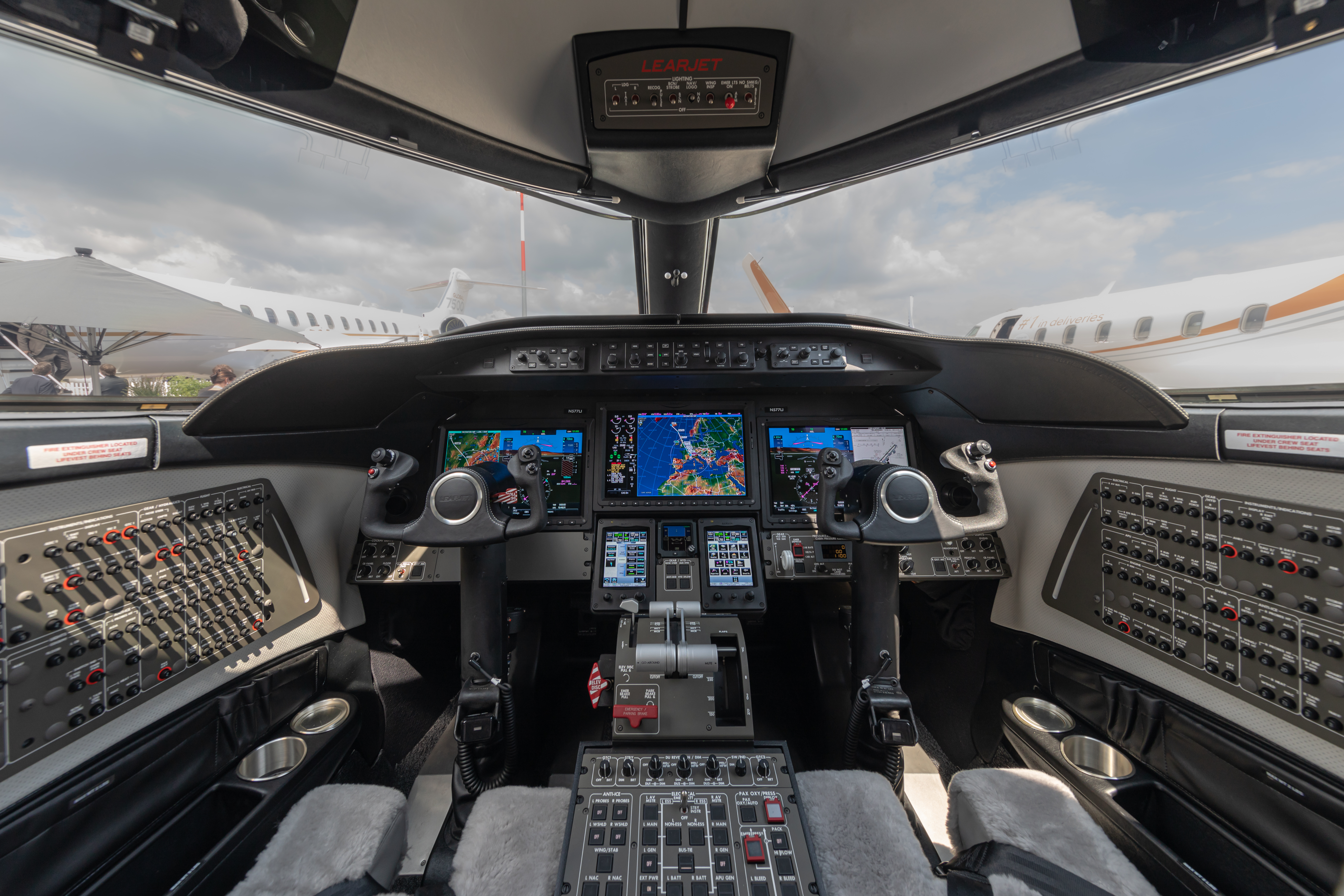
Кабіна пілота
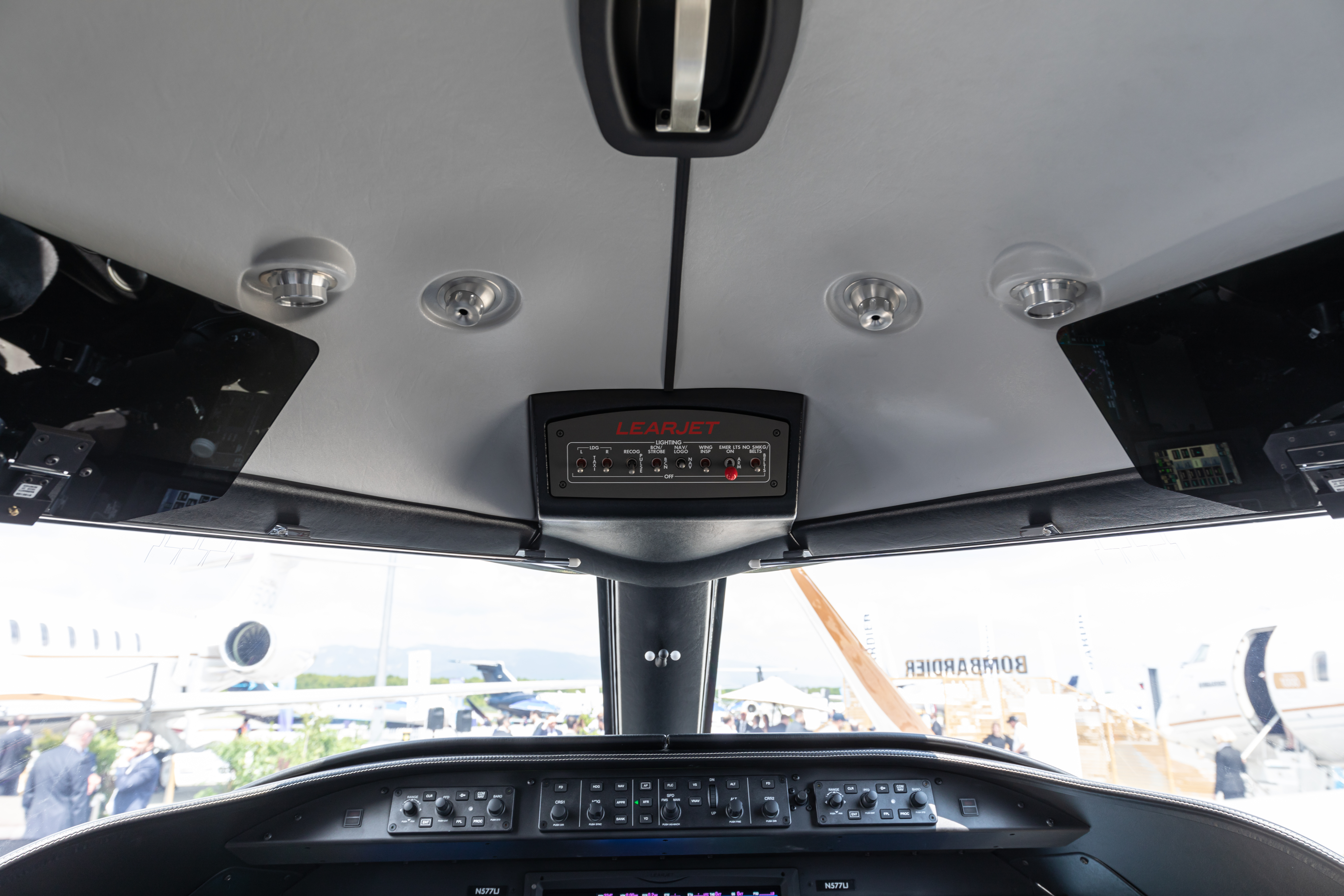
Стеля кабіни пілота
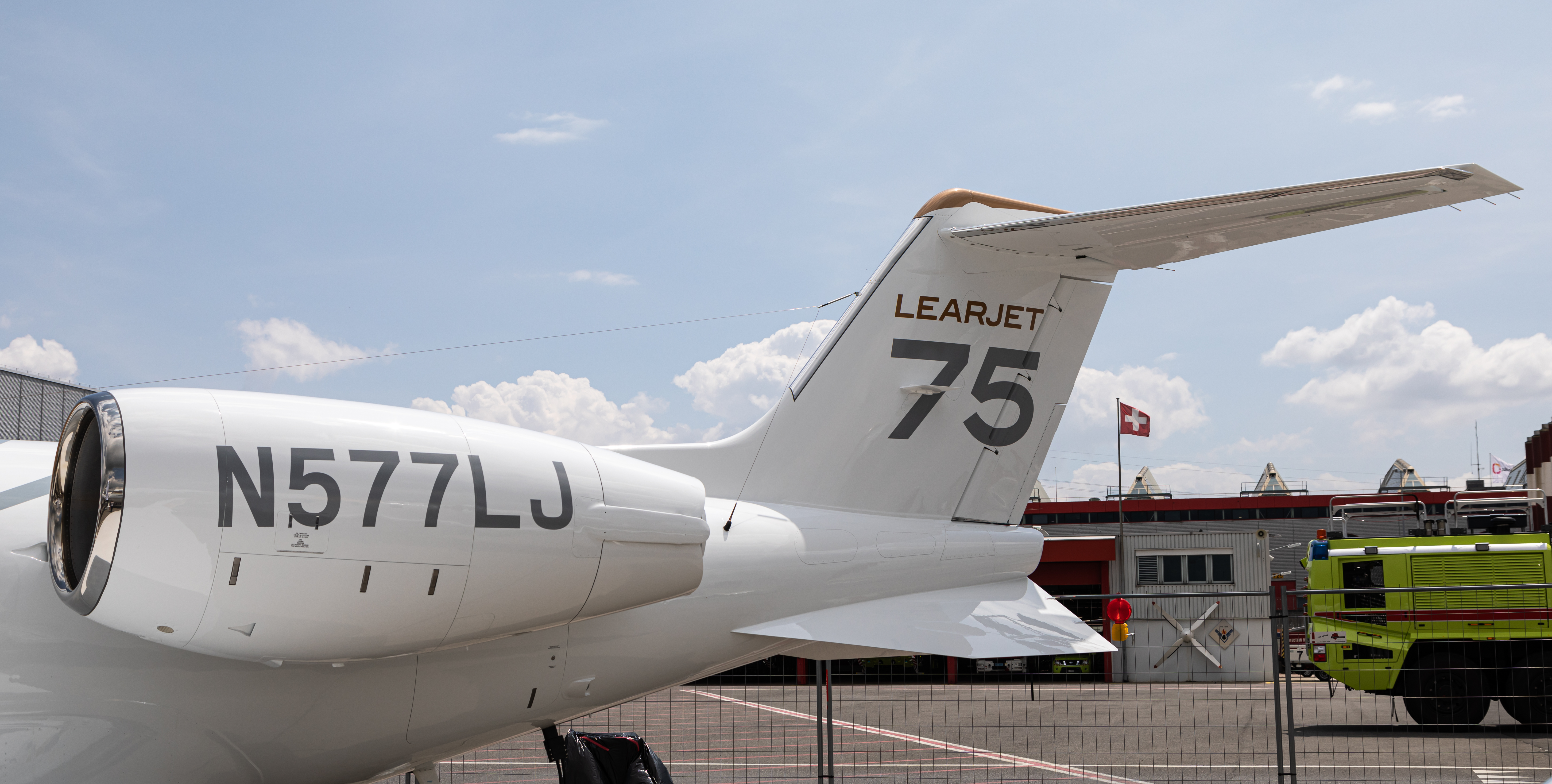
Двигун Honeywell TFE731 на Learjet 75
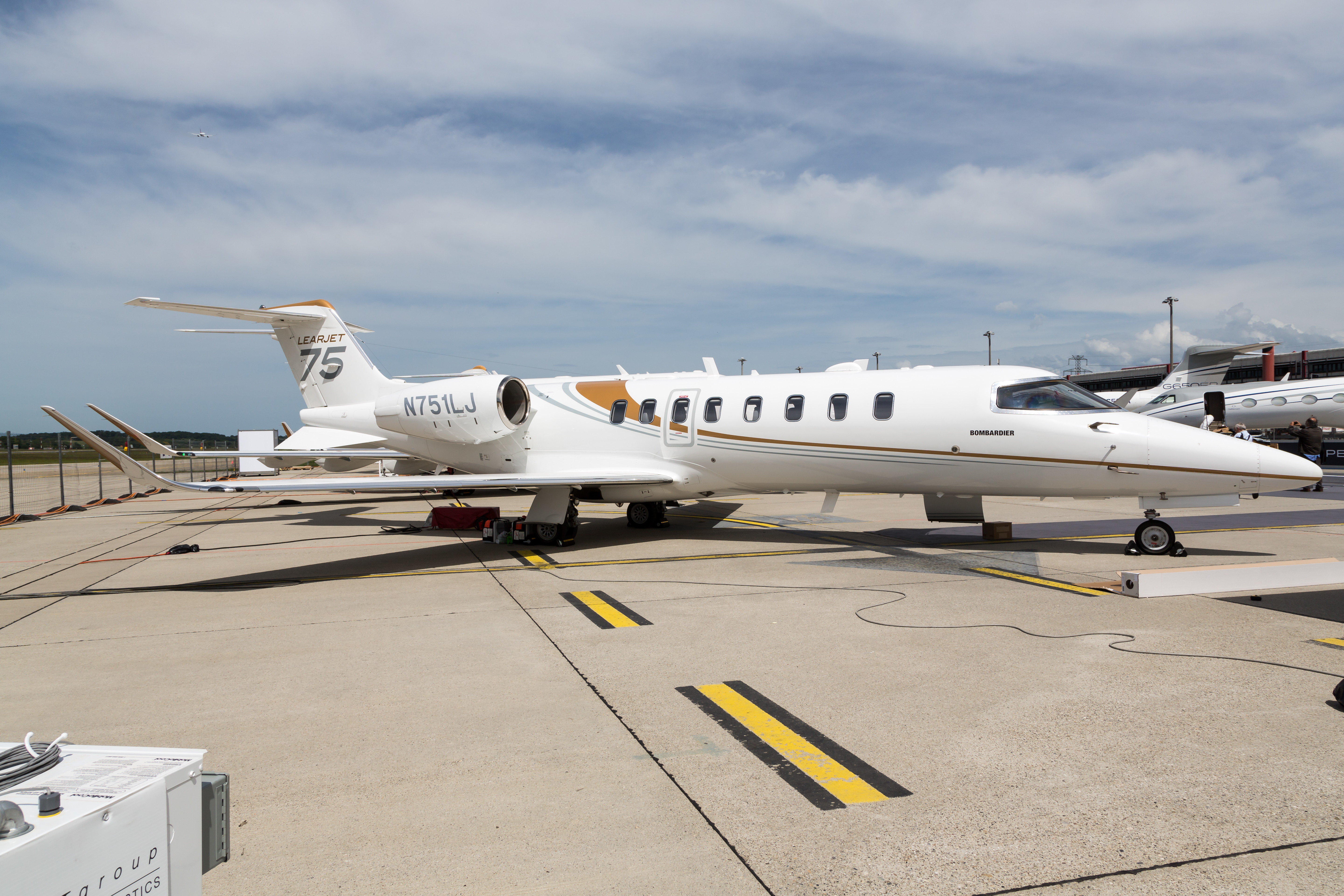
Літак в Женеві